# Ljudmila Golomasowa
Ljudmila Nikolajewna Golomasowa (russisch Людмила Николаевна Голомазова, englisch Lyudmila Golomazova; * 13. November 1947 in Alma-Ata, Kasachische SSR, Sowjetunion als Ljudmila Gapanowa russisch Гапонова, englisch Gaponova) ist eine ehemalige kasachische Leichtathletin, die sich auf den Sprint spezialisiert hat und die für die Sowjetunion an den Start ging.

## Sportliche Laufbahn
Erste internationale Erfahrungen sammelte Ljudmila Golomasowa vermutlich im Jahr 1964, als sie bei den erstmals ausgetragenen Europäischen Juniorenspielen in Warschau in 12,1 s den vierten Platz im 100-Meter-Lauf belegte und mit der sowjetischen 4-mal-100-Meter-Staffel in 46,8 s die Silbermedaille gewann. 1968 nahm sie an den Olympischen Sommerspielen in Mexiko-Stadt teil und schied dort über 100 Meter mit 11,71 s im Halbfinale aus, während sie im 200-Meter-Lauf mit 23,73 s nicht über die erste Runde hinauskam. Im Jahr darauf gewann sie bei den Europäischen Hallenspielen in Belgrad mit der 4-mal-195-Meter-Staffel in 1:34,6 min gemeinsam mit Galina Bucharina, Wera Popkowa und Ljudmila Samotjossowa die Silbermedaille hinter dem französischen Team. Im September schied sie bei den Freiluft-Europameisterschaften in Athen mit 25,1 s im Vorlauf über 200 Meter aus und belegte mit der 4-mal-100-Meter-Staffel in 44,8 s den sechsten Platz. 1970 gewann sie bei den Halleneuropameisterschaften in Wien in 5:02,2 min gemeinsam mit Olga Klein, Nadeschda Iljina und Swetlana Pawlowna Styrkina die Bronzemedaille in der 2000 m Staffel (1 + 2 + 3 + 4 Runden) hinter den Teams aus Frankreich und der Bundesrepublik Deutschland. Im selben Jahr siegte sie mit der 4-mal-100-Meter-Staffel in 44,7 s bei der Sommer-Universiade in Turin. Zudem kam sie dort im Semifinale über 200 Meter nicht ins Ziel. Anschließend trat sie nicht mehr international in Erscheinung.